# Nippononeta coreana
Nippononeta coreana là một loài nhện trong họ Linyphiidae.
Loài này thuộc chi Nippononeta. Nippononeta coreana được Kap Yong Paik miêu tả năm 1991.